# Jason Koster
Jason Koster (Burwood, 11 de marzo de 1983) es un deportista neozelandés que compitió en judo. Ganó once medallas en el Campeonato de Oceanía de Judo entre los años 2004 y 2018.

## Palmarés internacional
| Campeonato de Oceanía | Campeonato de Oceanía        | Campeonato de Oceanía | Campeonato de Oceanía |
| Año                   | Lugar                        | Medalla               | Categoría             |
| --------------------- | ---------------------------- | --------------------- | --------------------- |
| 2004                  | Numea (Francia)              | Medalla de bronce     | Abierta               |
| 2008                  | Christchurch (Nueva Zelanda) | Medalla de oro        | Abierta               |
| 2008                  | Christchurch (Nueva Zelanda) | Medalla de bronce     | –100 kg               |
| 2010                  | Canberra (Australia)         | Medalla de plata      | –100 kg               |
| 2011                  | Papeete (Francia)            | Medalla de plata      | –100 kg               |
| 2012                  | Cairns (Australia)           | Medalla de plata      | –100 kg               |
| 2013                  | Apia (Samoa)                 | Medalla de oro        | –100 kg               |
| 2014                  | Auckland (Nueva Zelanda)     | Medalla de oro        | –100 kg               |
| 2015                  | Païta (Francia)              | Medalla de oro        | –100 kg               |
| 2016                  | Canberra (Australia)         | Medalla de plata      | –100 kg               |
| 2018                  | Numea (Francia)              | Medalla de bronce     | –100 kg               |